# Мишино (Липецкая область)
Ми́шино — деревня в Воловском районе Липецкой области России. Административный центр Ломигорского сельсовета.

## География
Деревня находится в юго-западной части Липецкой области, в лесостепной зоне, в пределах восточных отрогов Среднерусской возвышенности, на правом берегу ручья Волчок (приток реки Кшень), на расстоянии примерно 11 км (по прямой) к северо-северо-западу (NNW) от села Волово, административного центра района. Абсолютная высота — 192 м над уровнем моря.
Климат умеренно континентальный с теплым летом и умеренно морозной зимой.
Часовой пояс
Деревня Мишино, как и вся Липецкая область, находится в часовой зоне МСК (московское время). Смещение применяемого времени относительно UTC составляет +3:00.

## Население
| 2010 | 2012 |
| ---- | ---- |
| 234  | ↗244 |

Гендерный состав
По данным Всероссийской переписи населения 2010 года, в гендерной структуре населения мужчины составляли 47 %, женщины — соответственно 53 %.
Национальный состав
Согласно результатам переписи 2002 года, в национальной структуре населения русские составляли 95 % из 255 чел.

## Улицы
- ул. Молодёжная,
- ул. Почтовая,
- ул. Центральная[6].

## Инфраструктура
В деревне функционирует филиал средней школы села Волово.